# Cádiz Club de Fútbol
Il Cádiz Club de Fútbol, spesso abbreviato in Cádiz e conosciuto in Italia come Cadice, è una società calcistica spagnola della città di Cadice. Milita in Segunda División, la seconda divisione del campionato di calcio spagnolo.
Gioca le partite casalinghe allo stadio Ramón de Carranza (25.033 spettatori). Il suo miglior piazzamento in campionato è il dodicesimo posto del 1987-1988, mentre in Coppa del Re è giunta fino alle semifinali nel 1989-1990.

## Storia

### Primi anni (1910-1939)
Il Cadice CF viene fondato il 10 settembre 1910, con il nome di Mirandilla FC, dal nome di un collegio cristiano attivo nella città. Dopo diversi anni trascorsi nei campionati locali, il club esordisce nel 1924 nel Campionato regionale andaluso. Nel giugno 1936 la squadra cambiò il suo nome ufficiale in Cadiz Foot-Ball Club, adottando una divisa composta da una maglia di colore giallo e calzoncini azzurri. Il 30 aprile 1939, dopo la fine della guerra civile spagnola, ha luogo una partita della squadra spagnola contro la "Squadra tedesca" di Hitler.

### Trentennio tra seconda e terza divisione (anni 40-1977)
Iscritto alla Segunda División, nel 1943 il club si fonde con il locale Hercules FC, assumendo il nome di Hércules de Cádiz Club de Fútbol. Il nuovo sodalizio non è tuttavia fortunato e verrà dissolto dopo solo un anno ed una retrocessione nelle Divisiones regionales. Promosso nuovamente in Tercera División nel 1945, il Cadice si attesta per il successivo decennio nella categoria, prima di ottenere una nuova promozione in Segunda nel 1955.
Tra gli anni cinquanta e anni sessanta, la squadra riesce a confermarsi una presenza pressoché costante in seconda serie (eccezion fatta per la stagione 1969-70, trascorsa in Tercera División e subito conclusasi con una promozione). Fra i risultati degni di nota in questo periodo si segnalano due importanti quarti posti, ottenuti nelle stagioni 1960-61 e 1962-63.

### Promozione in Primera División, alternanza traPrimeraeSegunda(1977-1985)
Nel 1977 la squadra amarilla, con alla guida Enrique Mateos, ex calciatore del Real Madrid, conquista per la sua prima volta il massimo campionato, concludendo al secondo posto in Segunda División alle spalle dello Sporting Gijon, con il notevole punteggio di 46 punti totali e sole 9 sconfitte su 38 partite disputate.
Il campionato 1977-1978, primo dei Limoneros nella massima serie, si apre con una sorprendente vittoria del Cadice contro il Rayo Vallecano e con un'altra vittoria alla terza giornata contro la Real Sociedad. Nonostante il promettente inizio, nel prosieguo del campionato l'andamento della squadra peggiora sensibilmente, tanto che già dalla quinta giornata la squadra inizia a gravitare tra il terzultimo e l'ultimo posto senza mai uscire, per tutto il campionato, dai bassifondi della classifica. Il Cadice conclude il campionato con soltanto 7 vittorie, la peggior difesa e il peggior attacco, retrocedendo con soli 22 punti (ultima posizione) di nuovo in Segunda División.
Negli anni successivi la squadra giallo-blu riesce a conquistare altre due promozioni in Liga, nelle stagioni 1980-81 e 1982-83, in entrambi i casi grazie al secondo posto raggiunto nel campionato cadetto. In ambedue le occasioni tuttavia, la permanenza in massima serie dura solamente un anno, chiudendosi con una nuova immediata retrocessione.

### Otto stagioni di fila in massima serie e doppia retrocessione (1985-1994)
Promosso nuovamente nel 1984-85 grazie ad un nuovo secondo posto, il Cadice ottiene la prima storica salvezza in Primera División nell'annata 1985-86, riuscendo ad ottenere un punto in più del Valencia terzultimo. È il preludio al "periodo d'oro" della squadra, che dal 1985 al 1993 disputa ben 8 campionati di fila in massima serie, ottenendo anche discreti risultati, come un dodicesimo posto nella Primera División 1987-1988 (tuttora il piazzamento più alto ottenuto dal club, guidato in quella stagione dall'uruguaiano Víctor Espárrago) e la semifinale di Coppa del Re due stagioni dopo. Nonostante in questi anni venga in diversi casi sfiorata la retrocessione, il Cadice riesce a confermarsi come una presenza regolare in massima serie a cavallo fra gli anni '80 e anni '90.
L'annata 1992-93 vede il Cadice concludere il campionato al diciannovesimo posto, con 22 punti, e retrocedere nuovamente nella serie cadetta. La successiva stagione è nuovamente molto negativa per la squadra, che retrocede addirittura in terza divisione (che aveva già assunto il nome di Segunda División B) terminando ultima, con soltanto 18 punti, di cui 4 vittorie.

### Militanza in terza divisione e la lenta risalita verso la massima serie (1994-2005)
Tra il 1994 e il 2003 la squadra milita sempre nella terza divisione, sfiorando la promozione nelle annate 1997-98 e 2000-01. L'ambito ritorno in Segunda viene conseguito al termine della stagione 2002-03. Dopo due anni di cadetteria, i Limoneros riescono a tornare in Primera División, venendo promossi dopo la vittoria nel campionato di Segunda División a dodici anni di distanza dall'ultima volta. Il tanto atteso ritorno nella Liga dura però soltanto una stagione, conclusa con una immediata retrocessione in seconda divisione della squadra, piazzatasi al diciannovesimo posto finale in classifica.

### Serie minori e il ritorno in prima divisione (2005-oggi)
Retrocesso in Segunda B nuovamente nel 2007-08, il club vive un periodo difficile, trascorrendo diversi anni in terza serie. Il ritorno in Segunda viene, dopo diversi tentativi falliti, conseguito nel 2016 grazie ad una rete di Daniel Güiza nella partita decisiva contro l'Hércules. Dopo alcuni anni di assestamento, il campionato 2019-20 vede il Cadice ottenere la promozione in massima serie a una giornata dal termine; la squadra torna così nel massimo campionato spagnolo a 14 anni di distanza dall'ultima apparizione. La prima stagione in Liga dopo più di un decennio vede la squadra ottenere una salvezza anticipata, replicata nelle due stagioni successiva. Nel 2023-2024 il club retrocede in seconda serie, nonostante un acceso finale di stagione e una storica vittoria di misura contro il Siviglia al Ramón Sánchez Pizjuan.

## Colori e simboli

### Colori
Alla sua fondazione come Mirandilla FC, la squadra adottò una divisa a strisce giallo-nere come identificativa. Fin dal 1936 tuttavia, con l'adozione della denominazione attuale, il Cadice veste una maglia di colore giallo limone, abbinata a calzoncini di colore blu.

### Stemma
Lo stemma della squadra è costituito da uno scudo di forma triangolare, con la punta rivolta verso il basso, il cui fondo è bipartito verticalmente e colorato di giallo e blu, i colori ufficiali. Al centro, la figura di Ercole, fiancheggiato da due leoni e con due colonne poste sullo sfondo, è ripresa dal blasone cittadino e compare sulle maglie del club fin dal 1933. Lo stemma è sormontato da una corona ducale, anch'essa presente sullo stemma della città di Cadice.

## Strutture

### Stadio
Dal 1955 il club disputa le proprie partite casalinghe allo stadio Ramón de Carranza. Ristrutturato diverse volte nel corso degli anni, può attualmente ospitare un massimo di 25.033 spettatori. Nel 2020 sono state indette diverse proposte per la modifica nome dell'impianto, attualmente dedicato alla memoria di Ramón de Carranza, sindaco della città andalusa in epoca franchista, in ottemperanza alla Legge sulla memoria storica (Ley de Memoria Histórica) del 2007.

## Società

### Settore giovanile
La società dispone dal 1973 di una squadra "filiale" (come da tradizione per le società spagnole), il Cadice B, cui è vietata la partecipazione in Coppa del Re e che nella stagione 2019-20 ha militato in Segunda División B.

## Calciatori
Nella storia della società Juan José Jiménez Collar è l'unico giocatore ad aver ricevuto una convocazione con la Nazionale di calcio della Spagna vestendo la maglia del Cadice. Da ricordare anche il calciatore salvadoregno Mágico González, considerato uno dei giocatori più forti di sempre del suo paese.

## Palmarès

### Competizioni nazionali
- Segunda División: 1

1939-1940 (gruppo V)
- Segunda División B: 4

2000-2001, 2008-2009, 2011-2012, 2014-2015
- Tercera División: 2

1954-1955, 1969-1970

### Competizioni regionali
- Coppa di Andalusia: 1

1915-1916

## Statistiche e record
| Livello | Categoria                             | Partecipazioni | Debutto   | Ultima stagione | Totale |
| ------- | ------------------------------------- | -------------- | --------- | --------------- | ------ |
| 1º      | Primera División                      | 16             | 1977-1978 | 2023-2024       | 16     |
| 2º      | Segunda División                      | 40             | 1935-1936 | 2019-2020       | 40     |
| 3º      | Segunda División B / Tercera División | 28             | 1943-1944 | 2015-2016       | 28     |
| 4º      | División Regional                     | 1              | 1944-1945 | 1944-1945       | 1      |

## Tifoseria

### Storia
I tifosi della squadra sono soprannominati cadistas e sono famosi in Spagna per la passione che profondono nel tifo, solitamente molto appassionato e goliardico. Nonostante la città abbia una popolazione di 130 000 abitanti, lo stadio da 22 000 posti è sempre pieno e lo è stato per gli tutti gli incontri dal 2002 al 2006.
Dopo la retrocessione dalla Primera División nel 2005-06, tuttavia, l'attaccamento dei tifosi alla squadra si è notevolmente affievolito, anche a causa dell'instabilità societaria e dei tanti risultati negativi, comprese due ulteriori discese in Segunda División B. Proprio per questo, l'affluenza del pubblico è diminuita allo stadio Carranza, fino ai livelli minimi del 2010-11. In quest'ultima stagione, infatti, malgrado la società abbia dichiarato ufficialmente 6 700 abbonati, l'impianto gaditano ha registrato nelle prime sei gare una presenza media di appena circa 4 500 cadistas, con il record negativo dei 2 500 contro l'Ejido.
Con la risalita del club nelle divisioni maggiori, il tifo è tornato nuovamente ai livelli abituali per il club, che nel 2020 si è posizionato al 5º posto fra le squadre di Segunda División con il maggior numero di abbonati (circa 15.000).

### Gemellaggi e rivalità
I tifosi del Cadice vivono una accesa rivalità, fondata su motivi di supremazia regionale, con quelli dello Xerez CD; gli scontri fra le due squadre, le cui città distano poco più di mezz'ora in auto, sono spesso denominati derby gaditano. Ulteriori meno accese rivalità si registrano nei confronti di altre squadre rappresentanti l'Andalusia come Real Betis, Siviglia, e Malaga, mentre la tifoseria è attualmente gemellata con quella del Recreativo Huelva e Rayo Vallecano de Madrid.

## Organico

### Rosa 2024-2025
Aggiornata al 31 gennaio 2025.
| N. |                    | Ruolo | Calciatore        |
| -- | ------------------ | ----- | ----------------- |
| 1  | Spagna (bandiera)  | P     | David Gil         |
| 2  | Spagna (bandiera)  | D     | Joseba Zaldúa     |
| 3  | Spagna (bandiera)  | D     | Fali              |
| 4  | Spagna (bandiera)  | C     | Rubén Alcaraz     |
| 5  | Spagna (bandiera)  | D     | Víctor Chust      |
| 6  | Spagna (bandiera)  | C     | Fede San Emeterio |
| 7  | Spagna (bandiera)  | A     | Rubén Sobrino     |
| 8  | Spagna (bandiera)  | C     | Álex Fernández    |
| 9  | Spagna (bandiera)  | A     | Roger Martí       |
| 10 | Uruguay (bandiera) | A     | Brian Ocampo      |
| 11 | Spagna (bandiera)  | A     | Iván Alejo        |
| 13 | Spagna (bandiera)  | P     | José Antonio Caro |
| 14 | Serbia (bandiera)  | D     | Bojan Kovačević   |

| N. |                      | Ruolo | Calciatore               |
| -- | -------------------- | ----- | ------------------------ |
| 15 | Zambia (bandiera)    | A     | Francisco Mwepu          |
| 16 | Spagna (bandiera)    | A     | Chris Ramos              |
| 17 | Argentina (bandiera) | C     | Gonzalo Escalante        |
| 18 | Spagna (bandiera)    | D     | José Matos               |
| 19 | Spagna (bandiera)    | C     | José Antonio de la Rosa  |
| 20 | Spagna (bandiera)    | D     | Isaac Carcelén           |
| 21 | Cile (bandiera)      | C     | Tomás Alarcón            |
| 22 | Spagna (bandiera)    | C     | Javi Ontiveros           |
| 23 | Spagna (bandiera)    | A     | Carlos Fernández         |
| 24 | Spagna (bandiera)    | D     | Cristian Glauder         |
| 25 | Spagna (bandiera)    | C     | Óscar Melendo            |
|    | Spagna (bandiera)    | D     | Luis Hernández Rodríguez |